# Турция на «Евровидении-2008»
Турцию на конкурсе песни Евровидение 2008 во втором полуфинале представила группа Mor ve Ötesi с песней «Deli» (рус. «Сумасшедший»). Песня прошла в финал, заняв 7 место и набрав 138 очков.

## Исполнитель
Mor ve Ötesi (буквальное значение — Фиолетовый и дальше) — турецкая рок-группа из Стамбула. В настоящее время участниками группы являются Харун Текин, Керем Кабадайи, Бурак Гювен и Керем Озеген. В разное время в группе играли Алпер Текин и Дерин Эсмер. Группа известна своими политизированными текстами. На момент участия в конкурсе выпустили 5 студийных альбомов.

## Национальный отбор
Из 5 исполнителей, в список которых был включен Таркан (позже отказался от учсатия), была выбрана группа Mor ve Ötesi. 10 декабря генеральный менеджер телеканала TRT Ibrahim Sahin объявил, что Турцию на конкурсе песни «Евровидение» представит группа Mor ve Ötesi. Презентация их песни Deli прошла 15 февраля на телеканале TRT 1 во время выпуска вечерних новостей. Она была выбрана из трех вариантов, предложенных жюри: Deli («Безумец»), İddia («Убеждения») и Sonbahar («Осень»).

## Промотур
В рамках промотура, приуроченного к участию в конкурсе, Mor ve Ötesi посетили Грецию, Албанию, Македонию, Португалию, Украину, Азербайджан, Грузию.
| Месяц  | Число                           | Город                        | Страна                              |
| ------ | ------------------------------- | ---------------------------- | ----------------------------------- |
| Апрель | 14 — 15 16 — 17 18 — 19 21 — 22 | Афины Тирана Скопье Лиссабон | Греция Албания Македония Португалия |
| Май    | 5 — 7 7 — 9 9 — 10              | Киев Баку Тбилиси            | Украина Азербайджан Грузия          |

Во всех вышеупомянутых странах, кроме Азербайджана, группа дала концерт.

## Выступление
Уже после первой репетиции группы в Белграде, где проходил конкурс «Евровидение» о Mor ve Ötesi заговорили, как об одних из фаворитов и потенциальных претендентах на высокие места. Эксперты расходились в оценках, но при этом пророчили группе выход в финал. Андрей Михеев, автор независимого авторского интернет-проекта «Евровидение-Казахстан», не был особо впечатлён песней, но предвещал ей выход в финал. Он оценивал группу по десятибалльной шкале перед полуфиналом:

- Музыка: Песня состоит из двух абсолютно несвязанных кусочков. При всей солидности и хитовости припева — абсолютно никакие куплеты… 9/10
- Текст: …оба из которых причём полностью одинаковы. Сумасшедший текст во всех смыслах. 7/10
- Вокал: Вокал в фанерном виде особого впечатления не произвёл. 8/10
- Итог: Выйдет в финал. 8/10

Российский специалист по конкурсу Евровидение Антон Кулаков был более щедр на оценки и предрекал группе успех, подобный успеху другой турецкой рок-группы Athena (она в 2004 году на Евровидении, проходившем как раз в Стамбуле, заняла 4-е место):

- Музыка: Очень солидный альтернативный рок. Мелодия заслуживает похвал. 9/10
- Текст: Языковая игра с безумием блестящая. 10/10
- Вокал: Роковый, вполне себе жанровый вокал. 9,5/10
- Итог: Песня проходит путём Атены (Athena), ибо выступление я ожидаю наисильнейшее. Возможно, будет бороться за победу. 10/10

Группа вышла в финал, заняв 7-е место в полуфинале с 85 очками; в финале она точно так же заняла 7-е место, уже со 138 очками.
Для турецкого телевидения конкурс комментировал Бюленд Эзверен, глашатаем была Мельтем Эрсан Язган.

## Голосование

### Голоса от Турции
| 12 баллов | Украина   |
| 10 баллов | Грузия    |
| 8 баллов  | Албания   |
| 7 баллов  | Македония |
| 6 баллов  | Болгария  |
| 5 баллов  | Хорватия  |
| 4 балла   | Кипр      |
| 3 балла   | Исландия  |
| 2 балла   | Швеция    |
| 1 балл    | Чехия     |

| 12 баллов | Азербайджан          |
| 10 баллов | Армения              |
| 8 баллов  | Украина              |
| 7 баллов  | Греция               |
| 6 баллов  | Босния и Герцеговина |
| 5 баллов  | Россия               |
| 4 балла   | Грузия               |
| 3 балла   | Испания              |
| 2 балла   | Норвегия             |
| 1 балл    | Албания              |

### Голоса за Турцию
| 12 баллов          | 10 баллов                  | 8 баллов            | 7 баллов               | 6 баллов |
| ------------------ | -------------------------- | ------------------- | ---------------------- | -------- |
| - Албания          | - Франция - Великобритания | - Дания - Македония | - Болгария - Швейцария | - Швеция |
| 5 баллов           | 4 балла                    | 3 балла             | 2 балла                | 1 балл   |
| - Грузия - Украина | - Венгрия                  | - Белоруссия        |                        |          |

| 12 баллов            | 10 баллов                                             | 8 баллов                                          | 7 баллов            | 6 баллов             |
| -------------------- | ----------------------------------------------------- | ------------------------------------------------- | ------------------- | -------------------- |
| - Азербайджан        | - Албания - Бельгия - Франция - Германия - Нидерланды | - Босния и Герцеговина - Румыния - Великобритания | - Македония         | - Грузия - Швейцария |
| 5 баллов             | 4 балла                                               | 3 балла                                           | 2 балла             | 1 балл               |
| - Болгария - Венгрия | - Дания - Финляндия - Сан-Марино - Украина            | - Белоруссия                                      | - Норвегия - Россия |                      |